# Industriepräfekturoberschule Aomori-Mutsu
Die Industriepräfekturoberschule Aomori-Mutsu (japanisch 青森県立むつ工業高等学校 Aomori Kenritsu Mutsu Kōgyō Kōtōgakkō, englisch Aomori Prefectural Mutsu Technical High School) ist eine von der Präfektur Aomori betriebene koedukative Oberschule in Mutsu. Im April 2020 hatte die Schule 297 männliche und 73 weibliche Schüler.

## Geschichte
Die Schule wurde 1964 von der Präfektur Aomori gegründet.

## Lehrangebot
Die Schule verfügt über einen Maschinenbauzweig und einen Elektrotechnikzweig.
In der Schule stehen Turnhalle, Computerraum, Ferienunterkunftsindustrie, Trainingsraum und Schulbus zur Verfügung.
Es findet kein Samstagsunterricht statt.

## Veranstaltungen
Jeden Juni findet ein Schulausflug, jeden Juli ein Sportfest, jeden September ein Praktikum für die Schüler der zweiten Klasse und jeden Dezember eine Exkursion für die Schüler der zweiten Klasse und ein Ballsportturnier statt. Jeden September finden Semestermitteklausuren für die Schüler des 2. Semesters statt. Die Eintrittsfeier findet jeden April, die Abschlusszeremonie für die Schüler des 1. Semesters jeden Juli, die Abschlusszeremonie für die Schüler des 2. Semesters jeden Dezember und die Abschlussfeier jeden März statt. Die Feierlichkeiten zum Schulbeginn finden jeden April, die Semesterendklausuren für die Schüler des 1. Semesters jeden Juni, die Feierlichkeiten zum Schulbeginn für die Schüler des 2. Semesters jeden August, die Semesterendklausuren für die Schüler des 2. Semesters jeden November, die Feierlichkeiten zum Schulbeginn für die Schüler des 3. Semesters jeden Januar und die Schuljahrendklausuren jeden Februar statt. Weitere Veranstaltungen gibt es jeden Mai, jeden Juni, jeden Juli, jeden August, jeden Oktober, jeden Januar, jeden Februar und jeden März.